# Pierre Patricio

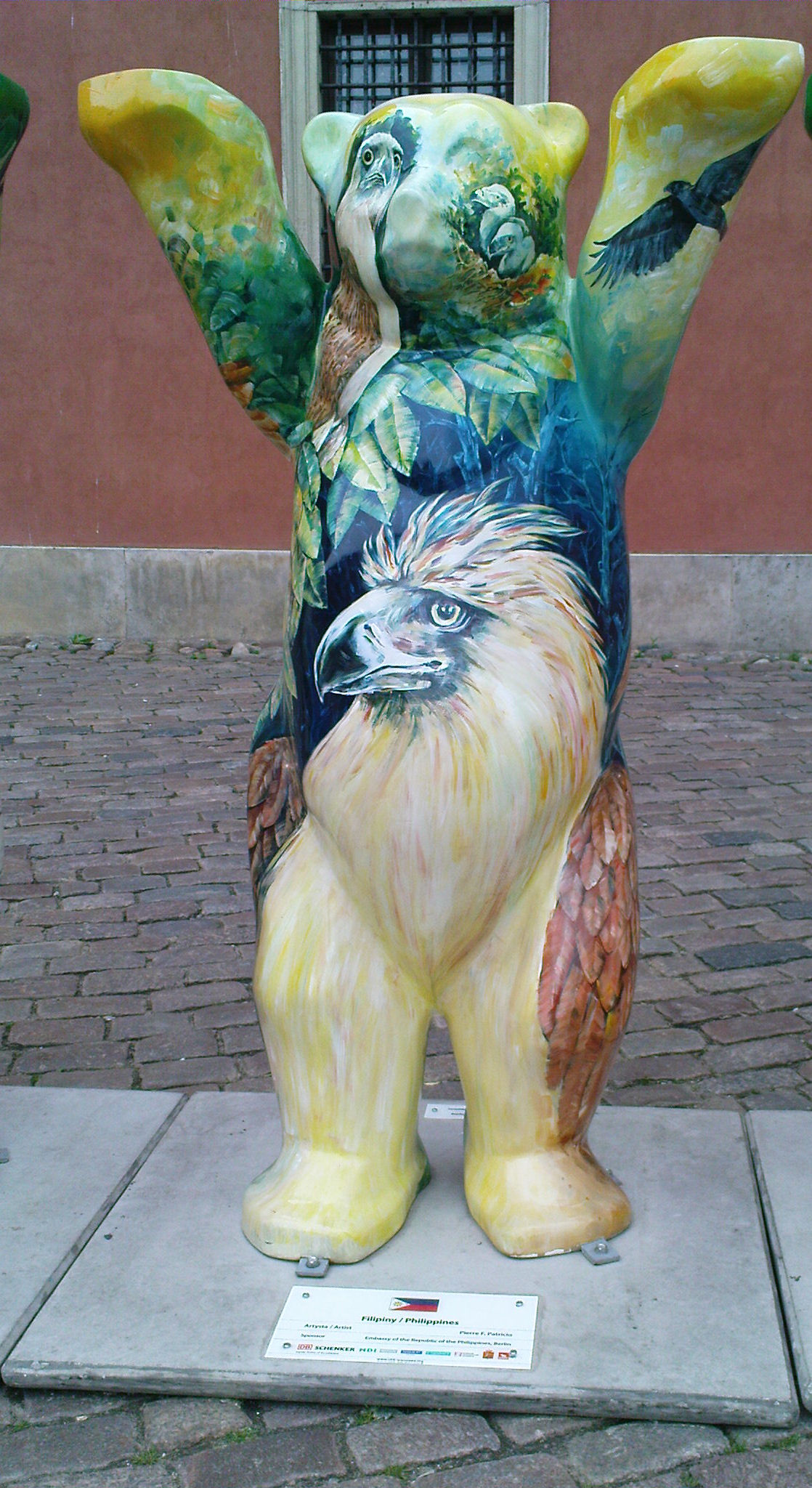
Werk van Patricio op de United Buddy Bears Exhibition in Warschau

Pierre Patricio Farum y Bereber Castro (Dumalag, 20 februari 1960) is een Filipijnse beeldend kunstenaar. Hij woonde een aantal jaren in Duitsland en werd daar bekend met het beschilderen van buddy-beren.

## Levensloop
Patricio was de tweede zoon van een gemengde familie afkomstig uit de centraal gelegen provincie Capiz op het eiland Panay. Zijn vader was een landbouwer en zijn moeder een lerares op een openbare school. Zijn talent voor de kunst werd ondanks het ontbreken van een artistieke achtergrond door zijn directe omgeving reeds op zeer jonge leeftijd herkend. In 1967, op zevenjarige leeftijd, won hij reeds een nationale tekenwedstrijd. In 1977 won hij de landelijke  tekenwedstrijd  van Colgate-Palmolive Phils. Inc. en ontwierp hij bovendien het officiële logo van de Pilar National High School.
Omdat zijn ouders dachten dat zijn artistieke talenten hem niet verder zouden helpen werd Farum naar een degelijke opleiding gestuurd. Hij heeft Civiele Techniek gestudeerd aan de Western Institute of Technology. Daarnaast studeerde hij af als Bachelor of Science aan de Iloilo Maritime Academy in Iloilo. Zijn artistieke talent moest Farum zelf ontwikkelen door zich als een autodidact nieuwe manieren en technieken aan te leren.
In 1982 werkte hij als technisch tekenaar voor een mijnbouwbedrijf (Azure Mining Corporation). Later werkte hij als zeeman voor Japanse scheepvaartbedrijven en bereisde vele havens in Azië en Australië alvorens hij zich in 1988 met zijn vrouw in Griekenland vestigde. Daar studeerde hij tekenen naar model bij professor Lou Efsthatiou aan  de Hellenic American Union in Athene. In 1998 verhuisde het met zijn familie naar Duitsland´. De stedelijke landschappen en cultuur hadden sterke invloed op hem, hetgeen in zijn kubistische en abstracte werk tot uitdrukking komt. 
Patricio heeft drie Filipijnse versies van beschilderde buddy-beren voor het bedrijf United Buddy Bears® gemaakt. Een opname van het beschilderen werd uitgezonden op de Duitse televisie (Deutsche Welle). Patricio had tentoonstellingen in Griekenland, België, Italië, Duitsland. Tegenwoordig woont en werkt hij weer op de Filipijnen.